# デリバリー

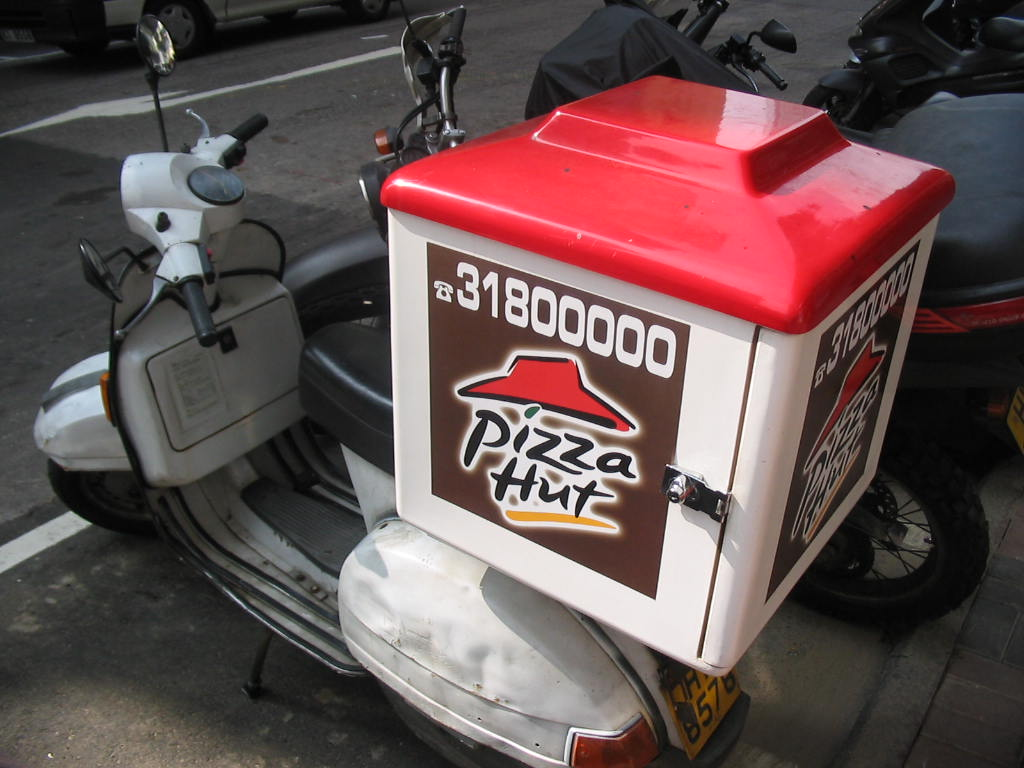
香港のピザハットの宅配便用原付

デリバリー（英: delivery）または宅配（たくはい）とは、日本では主に食事や商品の配送形態を指し、調理加工品の配達は出前と言う場合がある。Delivery という英語には配達や配信などの意味の他に「出産」（英語：deliver）や「話し方」（造語：delivery skill）など複数の意味を有する呼称名詞であるが、日本語でデリバリーと言えば、食材や調理加工品を含んだ食事を自宅や会社まで配達する業者や、その食品を主に指す。配膳など人的サービスを伴うケータリングとは区別される。

## 概要
多くの業者がデリバリー事業に乗り出しており、デリバリーの代名詞とも言えるピザを初め、イタリア料理、中華料理、お好み焼き、弁当、うどん、寿司に至るまで非常に幅広い。現在ではスーパーマーケットもネットスーパーを通じて、出来合いの弁当や総菜のデリバリーに乗り出している。一般的に、ラーメン・蕎麦等の食堂型店舗による配達は出前と呼ばれ、「デリバリー」は店内に飲食スペースの無い配達専門のチェーン店で、ポスティング広告やインターネットと繋がっているスマートフォン、パソコン上のメニューを見て電話で注文するような業者に使用されることが多いが、両者の区分は曖昧である。また、客が自ら店舗に出向いて商品を持ち帰ることはテイクアウトと呼ぶ。
デリバリー業務のみを行うピザチェーンなどは、商圏内とされるその地域に展開していなければその地域の住人はその業者の加工調理品や商品あるいは製品を食べることは出来ない。また、デリバリーには配達圏が指定されており、大手であっても東京23区のようにムラ無く展開されていない場合は都心でも不可能になる。
デリバリーは基本的に明確な住所（位置）が定まっており、注文する当人（またはグループの誰か一人）と通話可能な電話番号があればたとえ公園であろうと路上であろうと、その場所を圏内とする店舗から商品を受け取ることが出来るが、受け取る場所（側）がデリバリーの商品を受け入れない場合は無理である（例：レストラン、ホテル、駅プラットホーム、スタジアム、パーキングエリアなど）。一般的に省庁や公共機関、警備が厳重なマンション、ホテル、オフィスビルなどの場合はたとえ身分証明できる配達員であったとしても入館を許可されないことがあるため、デリバリーの配達員も同様に制限を受ける。そのため、運営者に事前に許可を申請したり、ロビーや荷受け室などで受け取る必要がある。役務の提供で施設内に入らせる必要がある場合は「エスコート申請」などの許可が必要である。
多くのデリバリー業者は一回注文のあった顧客の名前･電話番号･住所を控えているが、個人情報保護法執行の為、原則として注文する人間が諸情報をもう一度伝えなければならない。顧客情報は厳重に管理されており、業務員であっても業務外に持ち出すことは堅く禁じられている。
運送業法やその食品などを含めた貨物の取扱で食品衛生上の課題もある。電話やFAXの注文（オーダー）のみならず、スマートフォンやパソコンの普及と高度なアプリケーションの実装によるところが大きい。大規模な倉庫から貨物などを運ぶ拠点間の配送と、宅配やデリバリーにみられるような、エンドユーザーに近い場面を指している。

## 営業の特徴
デリバリーシステムはそれを利用する顧客にとって自宅にいながら食事を受け取れるため、その利便性から発達してきた。そのような特性から「人々が外出するのが困難な状況下」においては注文が非常に集中する。天候は最も明確な例であり、晴天時と雨天時の混雑具合の開きは大きい。その他、冠婚葬祭や各種イベントなども例外ではなく、クリスマスはピザチェーン最大の繁忙日と言われており、年末の企業仕事納め日などもオフィス街を配達圏内に持つ店舗は多忙を極める。オーソドックスな混雑は土日祝日のピークタイムで、それに悪天候などが加われば混雑状況は加算される。逆にいえば、イベントが無く晴天の平日で、尚且つランチタイムでもディナータイムでもない時間帯に注文をすれば迅速に商品を受け取れる可能性が高いということである。
また他のレストラン同様、デリバリーチェーンも立地により客層が大きく異なり、配達時間や混雑状況などに明確な違いが発生する。例えば東京の都心部（港区や中央区など）を商圏を持つ店舗の場合、注文の多くが法人・事業所からのものであり、特徴として客単価が非常に高く配達件数が少ない。そしてオフィス街の為土日祝日は他の店舗ほど混雑しない。逆に郊外のベッドタウンを抱える店舗の場合は個人が主な客層となる為、客単価は安く配達件数が多い。個人のユーザーにも地域ごとに特徴があり、例えばベッドタウンでは家族持ちのユーザーが多いのに対し都心部では一人暮らしの人が多い。その他、青山や六本木などには欧米外国人、新宿などにはアジア系外国人のユーザーなどその地域性が客層に強く反映する。
注文から商品受け取り時間の大よその目安は30～40分前後である。しかし上記のような特性から環境によってその時間は長くなることがある。例えばクリスマスのディナータイムに注文をすれば2時間以上待たされることも可能性としては十分有りうる。注文時に推定配達時間を質問することが可能で、従業員も率先して時間をこちらに告げてくる場合が多い。30～40分前後なら正常、1時間で混雑、1時間以上で超混雑、2時間以上で店舗の処理能力を超えている状態、と大よその目安を付けることができる。
農作物などの生産拠点、商品や食材の在庫拠点、製造拠点や仮店舗、ファストフード店舗、レストラン、データーセンター内の情報など、商品や加工品、調理品の一覧やそのメニュー、そこから運び出される様々なモノやコトを届ける手段とその枠組みをセットとして、エンドユーザへ中継され、それらの一部や全体を指して生業としている。

## 日本国内の主なデリバリーチェーン

### フードデリバリー

#### ピザ
- ピザハット（世界最大のピザチェーン）
- ピザーラ
- ドミノ・ピザ
- テン.フォー
- ピザダーノ
- ストロベリーコーンズ
- ナポリの窯
- アオキーズ・ピザ

#### その他の食材を扱うチェーン
- マクドナルド（ハンバーガー）
- KFCデリバリー（フライドチキン）
- 銀のさら（店舗数日本一の宅配すしチェーン）
- 釜寅（店舗数日本一の宅配釜飯チェーン）
- 京樽（宅配弁当）
- 銀のお弁当（宅配弁当）
- カクヤス（酒）

#### オンラインプラットフォームによるフードデリバリー
- Uber Eats
- 出前館
- Wolt
- Menu

## デリバリー注文サイト
- 出前館
- Wolt
- テイクアウトアプリ menu
- ファインダイン

## デリバリー・ペイメント アプリの提供元
- Uber Eats
- テイクアウトアプリ menu
- Grab グラブ 東南アジア地域